# Vergínia (gente)
A gente Vergínia ou Virgínia (em latim: Verginia) era uma das mais proeminentes gentes da Roma Antiga, desde o princípio dividida em ramos patrício e plebeu. Era uma gente muita antiga e ocupou os cargos mais altos da magistratura romana nos primeiros anos da República. O primeiro da família a chegar ao consulado foi Opítero Vergínio Tricosto em 502 a.C., o sétimo ano da República. Os membros plebeus da gente estavam também entre os primeiros tribunos da plebe.

## Origem
A ortografia do nome "Verginius" ou "Virginius" tem sido tema de disputa já desde a antiguidade; mas "Verginius" é geralmente a forma encontrada, tanto em manuscritos quanto em inscrições. Escritores modernos aparentemente preferem "Virginius", provavelmente por uma analogia com "virgo", uma "donzela". Um caso similar ocorre com o nome "Vergilius", que geralmente é escrito como "Virgílio" atualmente.

## Prenomes
Os primeiros Vergínios preferiam os prenomes ("praenomina")
The early Verginii favored the praenomina Opitero, Próculo, Tito, Aulo, Lúcio e Espúrio. Posteriormente, os prenomes preferidos foram Lúcio, Aulo e Tito.

## Ramos e cognomes
Todos os membros patrícios da gente Vergínia tinham o cognome ("cognomina") Tricosto, que foram divididos em várias famílias com os agnomes "Celimontano", "Esquilino" e "Rutilo" respectivamente. Os dois primeiros presumivelmente derivam dos montes Célio e Esquilino, onde provavelmente viviam. Rutilo é derivado de um adjetivo latino que significa "avermelhado" e provavelmente era uma referência a algum membro da gente que tinha cabelos ruivos. O general Lúcio Vergínio Rufo, que viveu no século I, pode ter ganho o seu cognome pelo mesmo motivo.
Embora os Vergínios plebeus tenham também sido mencionados desde um período remoto, nenhum deles teve um cognome. Já no período imperial, apareceram membros da gente com outros cognomes.

## Membros

### Vergínios Tricostos
- Opitero Vergínio Tricosto, cônsul em 502 a.C.; com seu colega, Espúrio Cássio, guerreou contra o auruncos e capturou Pomécia, o que lhes valeu um triunfo.[5][6][2]
- Opitero Vergínio Tricosto, que, segundo Lívio, teria sido cônsul em 473 a.C. com Lúcio Emílio Mamerco; outras fontes citam Vopisco Júlio Julo como colega de Emílio.[7]
- Próculo Vergínio Tricosto, cônsul em 435 a.C., ano no qual Roma sofreu com uma grave epidemia, o que permitiu que fidenos e veios invadissem o território romano. Enquanto seu colega Caio Júlio Julo comandou as defesas da cidade, Vergínio consultou o Senado Romano e nomeou Lúcio Emílio Mamercino ditador.[8][9]
- Lúcio Vergínio Tricosto, tribuno consular em 389 a.C., ano seguinte ao desastre da Batalha do Ália e o subsequente saque de Roma.[10]

#### Tricostos Celimontanos
- Tito Vergínio Tricosto Celimontano, cônsul em 496 a.C. com Aulo Postúmio Albo Regilense.[11][12][2]
- Aulo Vergínio Tricosto Celimontano, cônsul em 494 a.C., marchou contra os volscos e os derrotou, capturando a cidade de Velitras. Foi um dos enviados pelo Senado para lidar com a plebeu durante a primeira secessão da plebe.[13][14][15]
- Aulo Vergínio Tricosto Celimontano, cônsul em 469 a.C., marchou contra os équos. Seu exército quase foi destruído por sua própria negligência, mas, pelo valor de seus soldados, conseguiu, no final, vencer os inimigos.[16][17][18]
- Espúrio Vergínio Tricosto Celimontano, cônsul em 456 a.C.; durante seu consulado, os jogos seculares teriam sido celebrados pela segunda vez.[19][20][21][22]
- Tito Vergínio Tricosto Celimontano, cônsul em 448 a.C..[23][24][25]

#### Tricostos Esquilinos
- Opitero Vergínio Tricosto Esquilino, cônsul sufecto em 478 a.C. no lugar de Caio Servílio Estruto Aala, que morreu no cargo.[26]
- Lúcio Vergínio Tricosto Esquilino, tribuno consular em 402 a.C.; o Cerco de Veios foi conduzido por ele e seu colega Mânio Sérgio Fidenato, mas, por conta de uma inimizade pessoal, os veios tiveram uma chance e a força de Sérgio foi dominada. Os dois tribunos foram forçados a renunciar e, no ano seguinte, os dois foram condenados a pagar uma pesada multa.[27][2]

#### Tricostos Rutilo
- Próculo Vergínio Tricosto Rutilo, cônsul em 486 a.C., marchou contra os équos, mas, como eles se recusavam a dar-lhe combate, arrasou seu território. Defendeu ativamente uma lei agrária proposta por seu colega Espúrio Cássio.[28][29]
- Tito Vergínio Tricosto Rutilo, cônsul em 479 a.C. com Cesão Fábio Vibulano; no mesmo ano, a gente Fábia resolveu conduzir por conta própria a guerra contra Veios. Vergínio era áugure e morreu durante uma grande epidemia que devastou Roma em 463 a.C.[30][31][2]
- Aulo Vergínio Tricosto Rutilo, cônsul em 476 a.C.[32][33][2]

### Outros
- Públio Vergínio, um senador em 494 a.C., ano da primeira secessão da plebe, e que defendeu que o perdão das dívidas fosse concedido apenas aos plebeus que serviram no exército romano.[34]
- Aulo Vergínio, tribuno da plebe em 461 a.C., acusou Cesão Quíncio Cincinato, filho de Lúcio Quíncio Cincinato, e, depois de uma difícil discussão, conseguiu a condenação.[35]
- Lúcio Vergínio, pai de Vergínia, cujo trágico destino levou à queda do Segundo Decenvirato em 449 a.C.; foi depois eleito um dos tribunos da plebe daquele ano.
- Vergínia, sequestrada por Marco Cláudio, um dos clientes de Ápio Cláudio Crasso Inregilense Sabino, que alegou que ela seria sua escrava. Segundo a lenda, o julgamento de Ápio Cláudio de que ela era, de fato, uma escrava, levou ao assassinato da garota por seu pai e à queda dos decênviros.
- Aulo Vergínio, tribuno da plebe em 395 a.C., juntamente com seu colega, Quinto Pompônio Rufo, foi contra uma medida para fundar uma colônia romana em Veios. Dois anos depois, os dois foram condenados e multados por isto.[36]
- Aulo Vergínio, um dos Vergínios patrícios; sua filha, Vergínia, casou-se entre os plebeus.
- Verginia, patrícia de nascimento, casou-se com o plebeu Lúcio Volúmnio Flama Violente, que foi cônsul em 307 e 296 a.C.. Dedicou-se a uma capela na qual as plebeias poderiam homenagear a deusa Puditicia depois de ter sido expulsa de sua congregação pelos patrícios por ter casado com um plebeu.[37]
- Lúcio Vergínio, tribuno militar em 207 a.C., durante a Segunda Guerra Púnica. Levou os mensageiros capturados de Asdrúbal ao cônsul Caio Cláudio Nero.[38]
- Vergínio, segundo Plutarco, o tribuno da plebe que acusou Lúcio Cornélio Sula em 87 a.C.; segundo Cícero, seu nome era "Marcus Vergilius".[39][40]
- Vergínio, um orador proscrito pelos triúnviros em 43 a.C.; escapou para a Sicília prometendo grandes somas de dinheiro aos seus escravos e depois para os soldados que foram enviados para matá-lo.[41]
- Vergínio Capitão, o mestre de um escravo que escapou da cidadela de Tarracina durante a guerra entre Vitélio e Vespasiano em 69 a.C.. Traiu-a para Lúcio Vitélio, irmão do imperador.[42]
- Vergínio Flavo, um retórico que viveu no século I; foi um dos professores de Aulo Pérsio Flaco.[43][44]
- Lúcio Vergínio Rufo, cônsul em 63, 69 e 97; um general na Germânia na época da morte de Nero, recusou por três vezes o pedido de seus soldados para que reivindicasse o título imperial.
- Vergínio Romano, um contemporâneo de de Plínio, o Jovem, escreveu comédias elogiadas por ele.[45]